# Blepharita longilinea
Blepharita longilinea är en fjärilsart som beskrevs av Max Wilhelm Karl Draudt 1950. Blepharita longilinea ingår i släktet Blepharita och familjen nattflyn. Inga underarter finns listade i Catalogue of Life.